# Наводнения в провинции Квазулу-Натал (2022)
Наводнения в провинции Квазулу-Натал (ЮАР) начались 8 апреля 2022 года и были вызваны проливными дождями. Особенно сильно пострадал город Дурбан и его окрестности. Погибло около 450 человек, несколько тысяч домов были повреждены или разрушены. Важнейшая инфраструктура, включая дороги, системы связи и электрические системы, также пострадали от наводнения, это значительно затруднило спасательную операцию. Это самый смертоносный шторм в истории ЮАР и одно из самых смертоносных стихийных бедствий в стране в XXI веке.

## События

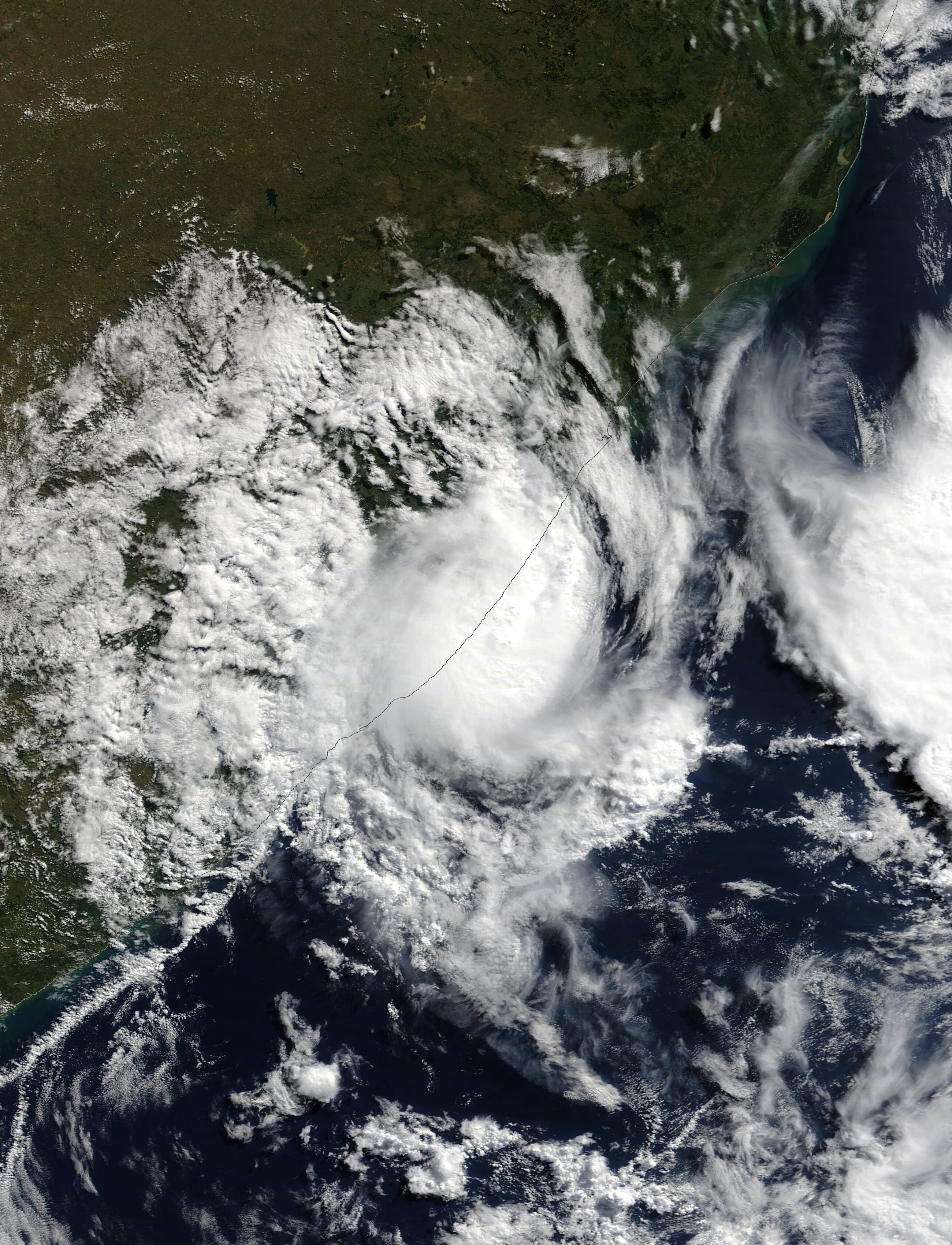
Субтропическая депрессия «Исса» 13 апреля

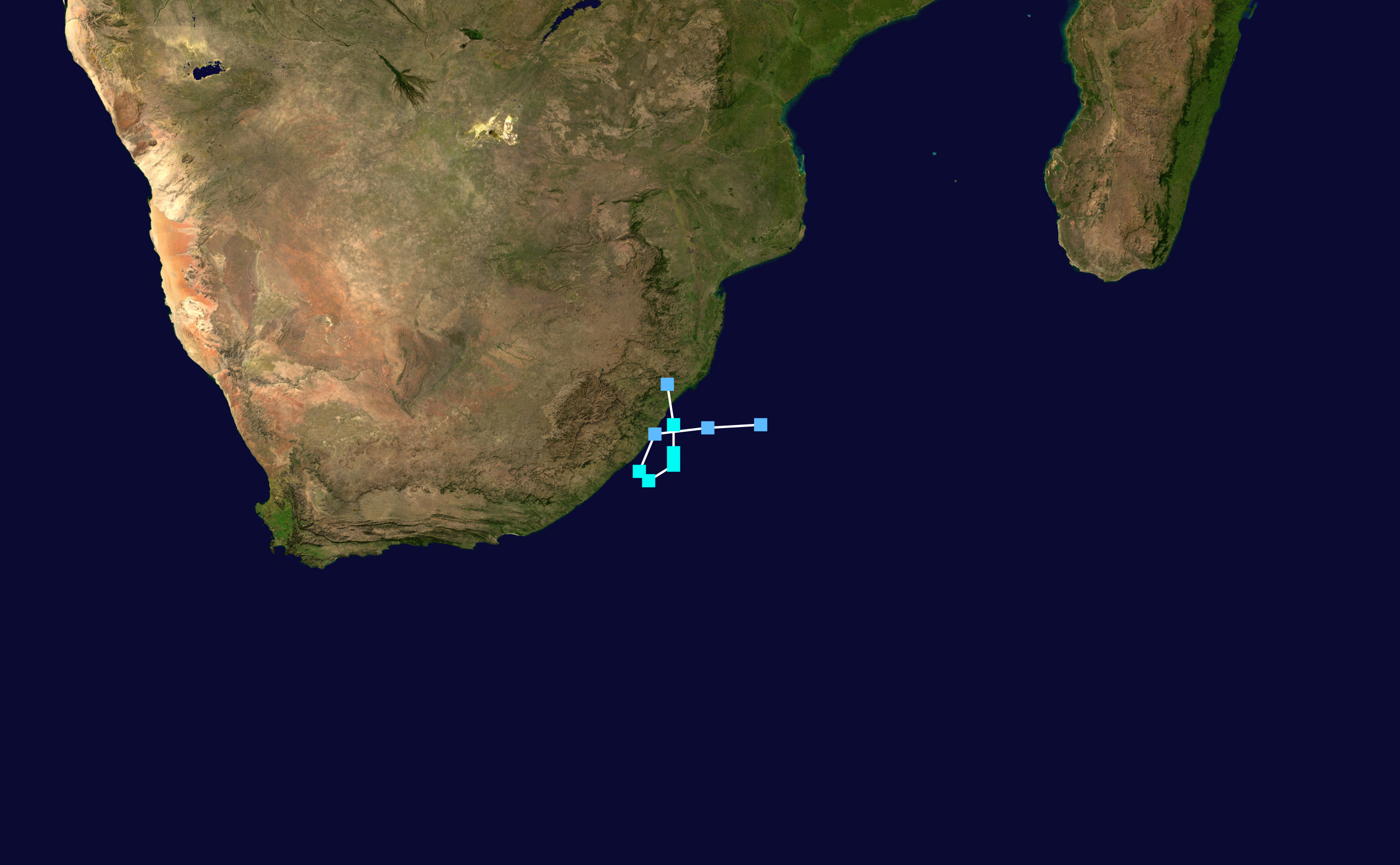
Схема движения субтропической депрессии «Исса»

Сильные дожди начались около 8 апреля и продолжались в течение нескольких дней. 11 апреля Южно-Африканская метеорологическая служба выпустила предупреждение 5-го уровня для побережья и прилегающих к нему районов провинции Кваpулу-Натала, затем были выпущены предупреждения 8-го, а затем 9-го уровня предупреждения. Наиболее интенсивные осадки выпали в муниципалитетах Этеквини, Илембе и Угу. В период с 8 по 12 апреля на большей части Квазулу-Натала выпало более 50 мм осадков, а в прибрежных районах — более 200 мм. 11—12 апреля в аэропорту Вирджиния выпало 304 мм осадков.
12 апреля погодная система была классифицирована как субтропическая депрессия. Метео-Франс присвоила ей имя «Исса». Система следовала на юго-запад вдоль побережья Южной Африки и достигнув северо-восточного побережья Восточно-Капской провинции утром 13 апреля, повернула на север, продолжив двигаться обратно вдоль побережья Южной Африки в северо-восточном направлении, прежде чем выйти в море и ослабеть.

## Последствия
Проливные дожди нанесли ущерб зданиям, размыли дороги и вызвали оползни. 13 апреля было объявлено, что в Квазулу-Натале погибло 59 человек: 45 в Этеквини и 14 в Илембе. Позже в тот же день число зарегистрированных смертей в результате наводнения увеличилось до 306, 15 апреля число увеличилось до 395. Премьер-министр провинции Квазулу-Натал Сихле Зикалала заявила, что по меньшей мере 2000 домов и 4000 домов в трущобах были повреждены или разрушены.
Прибрежное шоссе N2 подверглось нескольким размывам, мосты были разрушены. Полосы движения на юге автомагистрали N3, соединяющей Дурбан и Йоханнесбург, были закрыты из-за наводнения и завалов.
Transnet приостановила портовые операции в Дурбане. Проливные дожди повредили дороги, ведущие в порт. Судоходство в порт также было приостановлено. Плотина гидроэлектростанции компании Eskom была затоплена поднявшимися водами, что сделало её неработоспособной.
Был нанесен ущерб мобильной связи. Vodacom сообщила о 400 вышках, пострадавших в основном от перебоев в подаче электроэнергии и наводнений, а также проблем с затопленными волоконно-оптическими кабелями. MTN заявила, что 500 объектов пострадали от наводнений и перебоев в подаче электроэнергии.
Реки Аманзимтоти, Умбило и Умгени вышли из берегов, затопив близлежащие населённые пункты. Трущобам, построенным по берегам этих рек, был нанесён значительный ущерб. Примерно 100 школ были повреждены, ещё 500 были закрыты по всей стране.
Ущерб, нанесенный инфраструктуре, препятствовал усилиям по оказанию чрезвычайной помощи. Южно-Африканские национальные силы обороны запросили поддержку с воздуха для своих спасательных операций. Сообщалось о мародёрстве поврежденных морских контейнеров в порту Танснет.

## Реакция
13 апреля Национальный центр по борьбе со стихийными бедствиями объявил в провинции Квазулу-Натал чрезвычайное положение.